# Herb gminy Mniów
Herb gminy Mniów – jeden z symboli gminy Mniów, autorstwa Jerzego Michty, ustanowiony 29 kwietnia 2004.

## Wygląd i symbolika
Herb przedstawia na tarczy podzielonej w pas na wysokości ¼ od jej głowicy  w czerwonym polu znajdują się cztery białe orły ze złotymi (żółtymi) szponami i złotymi (żółtymi) dziobami; natomiast w złotym (żółtym) polu od podstawy, znajduje się panna barwy naturalnej w czerwonej sukni, złotej koronie, czarnymi rozpuszczonymi włosami, z podniesionymi w górę i rozłożonymi ramionami, siedzącą na czarnym niedźwiedziu z wyciągniętym czerwonym językiem, kroczącym w prawą heraldyczną stronę.
Panna na niedźwiedziu została zaczerpnięta z herbu Rawicz rodziny Gawrońskich, właścicieli Mniowa od XVI wieku do 1700 roku. Cztery orły są atrybutem Św. Stanisława Biskupa, patrona miejscowej parafii.